# Pintor del alba
El Pintor del alba  fue un pintor ático de vasos de figuras negras, activo a finales del siglo VI y principios del V a. C. Su verdadero nombre no se conoce.
Era del Grupo de Leagro y tenía un buen sentido del color y del detalle. Como otros pintores de lécitos pintó también enócoes, así como la nueva variedad de olpes de cuerpo delgado y boca decorada hasta arriba.
C. H. Emilie Haspels le dio el nombre de Pintor del alba por su lécito que representa al dios Helios emergiendo del mar.